# Ann & Andy
Ann & Andy bzw. Ann & Andi sind ein deutsches Gesangsduo auf dem Gebiet des volkstümlichen Schlagers. Das Duo gibt es in zwei unterschiedlichen Besetzungen, daher auch die beiden unterschiedlichen Schreibweisen.

## Erste Besetzung
Ann (bürgerlicher Name: Christiane Vogt-Ellis, * 25. November 1949 in Antwerpen) ist eine klassisch ausgebildete Sängerin. Sie war unter anderem im Orchester des Belgischen Rundfunks tätig.
Andy (bürgerlicher Name: Luigi Ekkehard Georg Pelliccioni, * 7. Juni 1937 in Halle; † 16. Juni 2024 in Heide (Holstein)) wuchs in der DDR auf und floh Ende der 1950er Jahre nach Düsseldorf. Beide sangen in den 1960er Jahren im Günther-Kallmann-Chor und wurden dann Ende der 1960er Jahre von Hans Bertram  entdeckt. Als Duo Ann & Andy erschien ihre erste Schallplatte. Mitte der 1970er Jahre hatte das Duo ein paar Erfolge. Ihr größter Erfolg war das Lied Zigeunerwagen. Ende der 1980er Jahre erlitt Andy einen Unfall, und daher konnte das Duo nicht mehr auftreten. Ann versuchte es als Solistin unter ihrem bürgerlichen Namen Chris Ellis.

## Zweite Besetzung
Ann sang in den 1990er Jahren vor allem bei Galaveranstaltungen und auf Kreuzfahrten. Bei ihrer Plattenfirma war auch der Wuppertaler Michael Karp (* Dezember 1962) unter Vertrag. Michael hatte Anfang der 1990er Jahre ein paar gemeinsame Auftritte mit dem Schlagersänger Olaf Henning, doch trennten sie sich, da Olaf Henning eine Solokarriere begann. Michael Karp ging zunächst in den Textilhandel, hatte schließlich mit der Aufnahme Nur dein Clown aus dem Film American Pie – Wie ein heißer Apfelkuchen einen Erfolg als Sänger.
Die Plattenfirma kam auf die Idee, das erfolgreiche Duo Ann & Andy wieder aufleben zu lassen. Chris Ellis und Michael Karp verstanden sich und so wurde Michael der neue Andi. Ihre erste Aufnahme war 2003 das Lied Ein Mantel und ein Hut, das sich in den volkstümlichen Hitparaden platzieren konnte. Dieses Lied wurde in das erste Album Frei wie der Wind aufgenommen. Die CD enthält neben einigen neuen Liedern alte Erfolgstitel des Vorgängerduos mit neuem Arrangement.

## Diskografie

### Alben
- 1975: Ann & Andy
- 1979: Komm mit zum Schützenfest
- 1989: Zigeuner
- 2003: Frei wie der Wind

### Singles
- 1974: Zigeunerwagen
- 1974: Mein Herz hat Feierabend
- 1975: Wenn wir beide am Abend uns wiederseh'n
- 1975: Mondschein und Gitarren
- 1976: Du bist da
- 1976: Ein Zigeuner und ein blondes Mädchen
- 1977: El Porompompero
- 1977: Sevilla
- 1977: Lass Capri nie wieder vergehen
- 1989: Gold und Silber
- 1989: Unser Dorf soll schöner werden
- 2003: Ein Mantel und ein Hut
- 2003: Jägerhochzeit